# Camille Fourquet
Camille Fourquet, né le 10 février 1890 à Maureillas (Pyrénées-Orientales) et mort le 6 juin 1965 à Perpignan, est un résistant français. Instituteur de métier, il est, de 1943 à 1944 responsable départemental des MUR puis président du comité départemental de Libération.

## Biographie
Fils d'un menuisier, Camille Fourquet se marie en 1910 puis effectue son service militaire de 1911 à 1913. Il est mobilisé le 1er août 1914, participe à la Première Guerre mondiale en tant que téléphoniste, n'obtenant sa démobilisation que le 22 juillet 1919. Il connait des affectations comme instituteur à Ayguatébia, Château-Roussillon, Fourques, Toulouges puis Perpignan, toujours dans son département natal. Bien que syndiqué et sympathisant socialiste, il ne participe pas activement à la vie politique entre les deux guerres.
Camille Fourquet, sur proposition de Gilbert Brutus, adhère au mouvement Libération en avril 1942. Il participe à la manifestation de résistance du 14 juillet, ce qui lui vaut d'être révoqué dès le 1er août 1942 de son poste de fonctionnaire. En 1943, il devient responsable de Noyautage des administrations publiques puis responsable départemental des Mouvements unis de la Résistance après que leurs chefs ont été capturés par les Allemands. Cette attribution est contestée, en particulier par les partisans socialistes de Louis Noguères.
En 1944, il parvient à éviter une nouvelle rafle et quitte le département des Pyrénées-Orientales pour l'Aveyron. Les Allemands arrêtent et déportent son fils en représailles. De retour à Perpignan, Camille Fourquet organise la libération, procède à des nominations pour les futurs postes, mais ce travail est toujours perturbé par la rivalité qui l'oppose aux socialistes de Louis Noguères, qui ne cesse de s'envenimer.
La lutte de pouvoir culmina aux élections municipales de 1945. Des accusations de détournement de fonds et de caisse noir furent portées  dans la presse contre Camille Fourquet, qui répliqua en portant plainte en diffamation contre Louis Noguères, qui, défendu par Léon-Jean Grégory, remporta son procès, y compris en appel. Camille Fourquet se retira de la politique fin 1945, repris un poste dans l'enseignement puis, retraité, s'employa à écrire des mémoires et ouvrages sur la Résistance.

## Œuvres
Camille Fourquet a écrit les ouvrages suivants, resté inédits :
- Quatre années de résistance
- Mon activité dans la Résistance
- Le Roussillon sous la botte nazie

ainsi qu'une Histoire de la Libération de Perpignan parue dans le journal local L'Indépendant dans plusieurs numéros de septembre 1959.